# Gyula Nagy
Gyula Nagy (Szob, 7 aprile 1924 – Marseillan, 10 marzo 1996) è stato un calciatore e allenatore di calcio ungherese, di ruolo attaccante.